# Desmodium sagittatum
Desmodium sagittatum là một loài thực vật có hoa trong họ Đậu. Loài này được (Poir.) DC. miêu tả khoa học đầu tiên năm 1825.